# Іюв
Іюв — округ у тихоокеанській країні Науру.     

## Географія
Розташований у північно-східній частині острова, займає площу 1,1 км² і має населення 178 (2011). 